# 三日月 (絢香の曲)
「三日月」（みかづき）は、日本の歌手、絢香の4枚目のシングル。2006年9月27日にワーナーミュージック・ジャパンから発売された。

## 解説
「三日月」
CDとして発表される以前からアジア各国でインターネット配信が行われていた（2005年12月 - ）。また、その他にデビュー前のライブ音源が「I believe」のプロモーション用CDに収録されていた。シングル曲としては初のラブ・バラードであり、遠距離恋愛をテーマにしている。その歌詞は、2004年の半ばごろに「上京して地元を離れる」ということが現実的になり始めた時期に綴られたものであり、それまで同じ時間を過ごしてきた地元・大阪の大切な人たちへの想いが、反映されているという。「三日月」は携帯電話の形状そのものの比喩ともなっている。
2006年1月14日からNHK『未来観測 つながるテレビ@ヒューマン』でテーマ曲として使用（番組終了の2008年3月まで使われた）のほか、au「LISMO」CMソング（2006年9月～11月）としても起用された。
2006年12月30日の『第48回日本レコード大賞』で最優秀新人賞を受賞。2007年3月25日に行われた『2007年世界フィギュアスケート選手権』のエキシビションでは親交の深いフィギュアスケート選手、安藤美姫がアンコールの際この曲を使用した。また、この楽曲で第57回NHK紅白歌合戦に出場した。
ミュージック・ビデオが2種類存在する。
自身初となるオリコン週間チャート初登場1位を獲得した。2006年デビューの日本のアーティストでオリコン週間チャート1位を獲得するのは、KAT-TUN、Kaoru Amaneに続く3組目。また2007年度のオリコンカラオケチャートでも1位を獲得した。
「夢のカケラ -Live Version-」
自身初の全国ツアー「Ayaka -AcousticRound Vol.1-"SOUNDS REAL"」の最終日Shibuya O-East (2006.05.26) で録音された。

## 収録曲
全作詞：絢香
1. 三日月
（作曲：西尾芳彦、絢香／編曲：L.O.E）
2. 君のキスで…
（作曲：西尾芳彦、絢香／編曲：L.O.E）
3. 夢のカケラ -Live Version-
（作曲：西尾芳彦／編曲：西尾芳彦、L.O.E）
4. 三日月 -Instrumental-

## 収録アルバム
- First Message（#1）
- ayaka's History 2006-2009（#1（Disc1）、#3（Disc2・通常音源））

## カバーしたアーティスト
- 2007年、SOTTE BOSSE（アルバム『moment』に収録）
- 2008年、森山良子（アルバム『春夏秋冬』に収録）
- 2009年、火野正平 (アルバム 『ウーマン達への子守唄』に収録)
- 2009年、真飛聖（シングル「花舞〜Hanamai〜」のカップリング曲として収録）
- 2009年、阿部恭子（ミニアルバム『やさしいうた』に収録）
- 2010年、シャリース・ペンペンコ（英語カバーをアルバム『シャリース』に収録）
- 2010年、コブクロ（アルバム『ALL COVERS BEST』に収録）
- 2010年、SKA LOVERS（アルバム『LOVERS SKA ~Sing With You~』に収録）
- 2010年、エリック・マーティン（アルバム『Mr. Vocalist 3（英語版）』に収録）
- 2011年、Aimer
- 2012年6月27日、KG（シングル「もっと愛したかった」カップリングに収録）
- 2012年11月28日、清水翔太（アルバム『MELODY』に収録）
- 2012年、さくらまや（カバーアルバム『まや☆カラ カラオケクイーンさくらまやと歌おう!!』に収録）
- 2013年、VENUS（『REFLEC BEAT colette』ゲーム内楽曲）
- 2013年、ダイアナ・ガーネット（アルバム『COVER☆GIRL』に収録）
- 2014年、華原朋美（アルバム『MEMORIES 2 -Kahara All Time Covers-』に収録）
- 2014年12月10日、川畑要（アルバム『ON THE WAY HOME』に収録）
- 2015年1月21日、城南海（カバーアルバム『サクラナガシ』に収録。編曲：ただすけ。）
- 2016年12月7日、高橋克典（アルバム『SINGS ～Cover Theme Songs～』に収録）
- 2017年1月25日、Acid Black Cherry（アルバム『Recreation 4』に収録）
- 2020年4月29日、森恵:（カバーアルバム『COVERS 2 Grace of The Guitar+』に収録）
- 2022年3月16日、五木ひろし（アルバム『DREAM -五木ひろし J-POPを唄う-』に収録）
- 上原りさ